# Ade Akinbiyi
Adeola Peter Oluwatoyin "Ade" Akinbiyi, född 10 oktober 1974 i Hackney, London, är en engelskfödd nigeriansk före detta fotbollsspelare.